# Субр, Этьенн
Этьенн Жозеф Субр (фр. Étienne Soubre; 13 декабря 1813, Льеж — 8 сентября 1871, там же) — бельгийский композитор, музыкант и педагог. Брат художника Шарля Субра.

## Биография
С 1827 года обучался в музыкальной школе в Льеже (позже Королевской консерватории), где изучал игру на фортепиано и фаготе, гармонию, контрапункт и фугу. Ученик Луи Жозефа Доссуаня.
В 1831 стал ассистентом преподавателя теории музыки, позже — учителем игры на фортепиано.
В 1841 году стал первым лауреатом бельгийской Римской премии за кантату «Сарданапал». Получив денежный приз в размере 2500 франков, совершил ознакомительную поездку по Германии, Италии и Франции, в 1844 году вернулся в Бельгию. Поселился в Брюсселе и посвятил себя преподаванию и хоровому дирижированию.
В 1855 в королевском оперном театре Брюсселя Ла Монне состоялась премьера его первой оперы «Isoline ou les Chaperons blancs».
В течение нескольких лет возглавлял Брюссельское филармоническое общество.
В 1861 году бельгийским правительством был назначен инспектором преподавания музыки в общеобразовательных школах страны. Год спустя возглавил Льежскую консерваторию и находился на этом посту до самой смерти в 1871 году.
За время его руководства консерваторией были введены новые предметы, осуществлен ряд мер по совершенствованию обучения: создан класс органа, камерной музыки, вокальный ансамбль и другое.
В 1871 году Этьенн Субр был избран членом Королевской академии Бельгии.

## Творчество
Э. Субр — автор нескольких опер, симфонии (которая получила приз в 1854 году), хоров, увертюр, кантат, гимнов, реквиемов и другого.

## Избранные сочинения
- Symphonie triomphale (1853)
- Isoline, opéra (1855)
- Requiem (1859)
- Hymne à Godefroid de Bouillon
- Stabat
- Ave Verum
- Chants ossianiques
- Prière avant le combat
- La branche d’Amandier